# Château de Beaumanoir (Évran)
 (juillet 2012).
Si vous disposez d'ouvrages ou d'articles de référence ou si vous connaissez des sites web de qualité traitant du thème abordé ici, merci de compléter l'article en donnant les références utiles à sa vérifiabilité et en les liant à la section « Notes et références ».
Le château de Beaumanoir est situé à Évran dans les Côtes-d'Armor

## Historique
Un premier château est construit par la famille de Beaumanoir au XIIe siècle, non loin d'Évran, à l'emplacement du clos du Petit Bois sur les hauteurs qui dominent la vallée de la Rance, à 150 mètres du château actuel et en direction du hameau de Beaumanoir. Les guerres de la Ligue, à partir de 1590, lui sont fatales : elles entrainent sa décrépitude, puis sa disparition. 
François Peschart, gentilhomme ordinaire de la Chambre du roi et conseiller au parlement de Bretagne construit le château actuel en 1628. Il semble qu'il ne soit pas dû, comme cela a été avancé, aux architectes Salomon de Brosse et Thomas Poussin, mais qu'il soit l'œuvre de l'architecte lavallois Jacques Corbineau et de son fils Étienne. 
La porte d'entrée et les deux tours carrées sont inscrites au titre des monuments historiques par arrêté du 21 novembre 1925 alors que les façades et toitures de l'ensemble des bâtiments sont classées par arrêté du 23 avril 1965.

## Description
Le château est un bâtiment à quatre corps entourant une cour d'honneur rectangulaire et flanquée de deux ailes perpendiculaires à usage de commun. 
Au sud, la cour d'honneur est fermée par un mur où court un chemin de ronde à balustres accessible par deux escaliers latéraux. Dans l'épaisseur du mur, s'ouvre une porte monumentale d'inspiration Renaissance italienne. Ce portail, entouré de pilastres à bossages aplatis, comporte, à sa partie supérieure, l'architrave et un fronton courbe amortie sphères, supportés par une console de mâchicoulis. Dominant l'ensemble, une statuette d’Éros et au tympan du fronton, les armoiries de la famille de Langle-Beaumanoir. 
Des figures de chérubins sont sculptées sur l'architrave. Le chemin de ronde est flanqué de  deux tours carrées à toitures en carènes surmontées de lanternons. Au niveau du chemin de ronde, ces tours prennent appui sur des figures de cariatides, martelées en partie par la propriétaire des lieux, au XIXe siècle, offusquée, dit-on, par la vue de leurs opulentes poitrines. 
La chapelle, située dans la tour orientale, est de forme octogonale. Sa voûte est soutenue par huit colonnes ioniques concentriques, en pierre de jauge du Quiou. Elle comporte  un autel en chêne  et un retable du XVIIe siècle. L'autel et le retable, ornés de feuilles d'acanthe, de chêne et de laurier, réunies en un bouquet sculpté, sont typiques du style Louis XIII. 
À la base de la tour, se trouvait la crypte où étaient enterrés les membres de la famille de Langle-Beaumanoir qui occupa le château pendant près de deux siècles et demi, jusqu'en 1947. Le conseil général des Côtes-du-Nord, s'en porta acquéreur en 1963, le restaura alors qu'il menaçait ruine.